# Président de la république turque de Chypre du Nord
Le président de la république turque de Chypre du Nord (en turc : Kuzey Kıbrıs Türk
Cumhuriyeti Cumhurbaşkanı) est le chef de l'État, reconnu uniquement par la Turquie, de Chypre du Nord.

## Élections présidentielles
Le président de la république turque de Chypre du Nord est élu au scrutin uninominal majoritaire à deux tours pour un mandat de cinq ans renouvelable une seule fois. Si aucun candidat ne recueille la majorité absolue des suffrages exprimés au premier tour, les deux candidats arrivés en tête s'affrontent lors d'un second organisé sept jours plus tard, et celui recueillant le plus de voix est déclaré élu.

### Incompatibilité
L'article 100 de la Constitution dispose que le président de la République ne peut exercer aucun travail autre que sa fonction officielle. Il ne peut entreprendre, directement ou indirectement, aucun engagements avec l'État ou les organes publics autres que ces fonctions.

### Conditions d'éligibilité
Pour être éligible à la fonction de président, une personne doit : être éligible à la fonction de député, avoir un diplôme assurant de son haut niveau d'éducation, avoir 35 ans révolus, être né de parents turcs et avoir la citoyenneté nord-chypriote, et avoir résidé à Chypre pendant 5 ans avant la date des élections.

### Processus électoral
Le candidat obtenant la majorité des suffrages exprimés est élu président de la République. Si aucun candidat n'atteint la majorité absolue au premier tour, un second tour est organisé sept jours plus tard entre les deux candidats ayant obtenu le plus de voix au premier tour. Celui obtenant la majorité absolue est donc élu.

### Prestation de serment
L'article 100 dispose que le président de la République doit prêter le serment suivant :

« Devletin varlığını ve bağımsızlığını, yurdun ve halkın bölünmez bütünlüğünü, halkın kayıtsız ve şartsız egemenliğini koruyacağıma; hukukun üstünlüğüne, demokratik, laik ve sosyal hukuk devleti ve Atatürk ilkelerine bağlı kalacağıma; halkımın refah ve mutluluğu için çalışacağıma; her yurttaşın insan haklarından ve temel hak ve özgürlüklerden yararlanması ülküsünden ve Anayasa ve yasalara bağlılıktan ayrılmayacağıma; Kuzey Kıbrıs Türk Cumhuriyetini yüceltmek ve üzerime aldığım görevi tarafsızlıkla yerine getirmek için bütün gücümle çalışacağıma; namusum ve şerefim üzerine andiçerim. »

— Article 100 de la Constitution

« Je jure, sur mon honneur et ma dignité, que je préserverai l'existence et l'indépendance de l’État, l'indivisibilité de la Nation, de son peuple et l'inconditionnelle souveraineté du peuple ; que je serai lié par la suprématie de la loi et les principes d'un État démocratique, séculaire et social respectueux de l'état de droit et des principes d'Atatürk ; que je travaillerai pour le bien-être de mon peuple ; que je ne m'éloignerai pas de l'idéal selon lequel chaque citoyen doit bénéficier des droits et libertés fondamentaux de l'homme et que je resterai fidèle à la Constitution et aux lois ; et que je ferai tout ce qui est en mon pouvoir pour fortifier la république turque de Chypre du Nord et d'exercer impartialement les tâches que j'entreprends. »

— Article 100 de la Constitution

## Compétences
Le président de la République garantit le respect de la Constitution et assure la continuité des affaires publiques de manière ininterrompue.
Il est le commandant-en-chef des forces armées.

## Statut
Le président de la République n'est pas responsable des actes résultant de l'exercice de ses fonctions.
L'Assemblée peut accuser le président de la République de haute trahison en adoptant une décision des deux tiers de ses membres. Le président doit alors être jugé devant le Conseil suprême qui, s'il le considère coupable, le destitue.

## Succession
Le président de la République cesse d'exercer ses fonctions en cas de mort, d'absence (autre qu'une absence temporaire) et sur présentation de sa lettre de démission au président de la Cour suprême. Si, à la suite d'une maladie, le président est dans l'incapacité permanente d'exercer ses fonctions, le Conseil des ministres prévient la Cour suprême, siégeant en Cour constitutionnelle, qui déclare le président incapable d'exercer ses fonctions. Celle-ci est alors vacante. Des élections doivent se tenir dans les 45 jours suivant le début de la vacance.
En cas d'absence temporaire ou permanente du président, pour l'une des raisons énumérées ci-dessus, et dans l'attente de nouvelles élections, l'intérim est exercé par le président de l'Assemblée, dont les pouvoirs sont limités.

## Sources

## Compléments